# Świerklany Dolne
Świerklany Dolne – część wsi Świerklany i sołectwo w Polsce w gminie Świerklany. Położone na Górnym Śląsku, w województwie śląskim, w powiecie rybnickim.
W latach 1975–1998 miejscowość administracyjnie należała do województwa katowickiego. Do 31 grudnia 2006 była samodzielną wsią.
Do sołectwa należy od 1930 roku również kolonia Kucharzówka.

## Turystyka
Przez Świerklany Dolne przebiega  zielona trasa rowerowa nr 13 – Ustroń - Jastrzębie-Zdrój - Rybnik

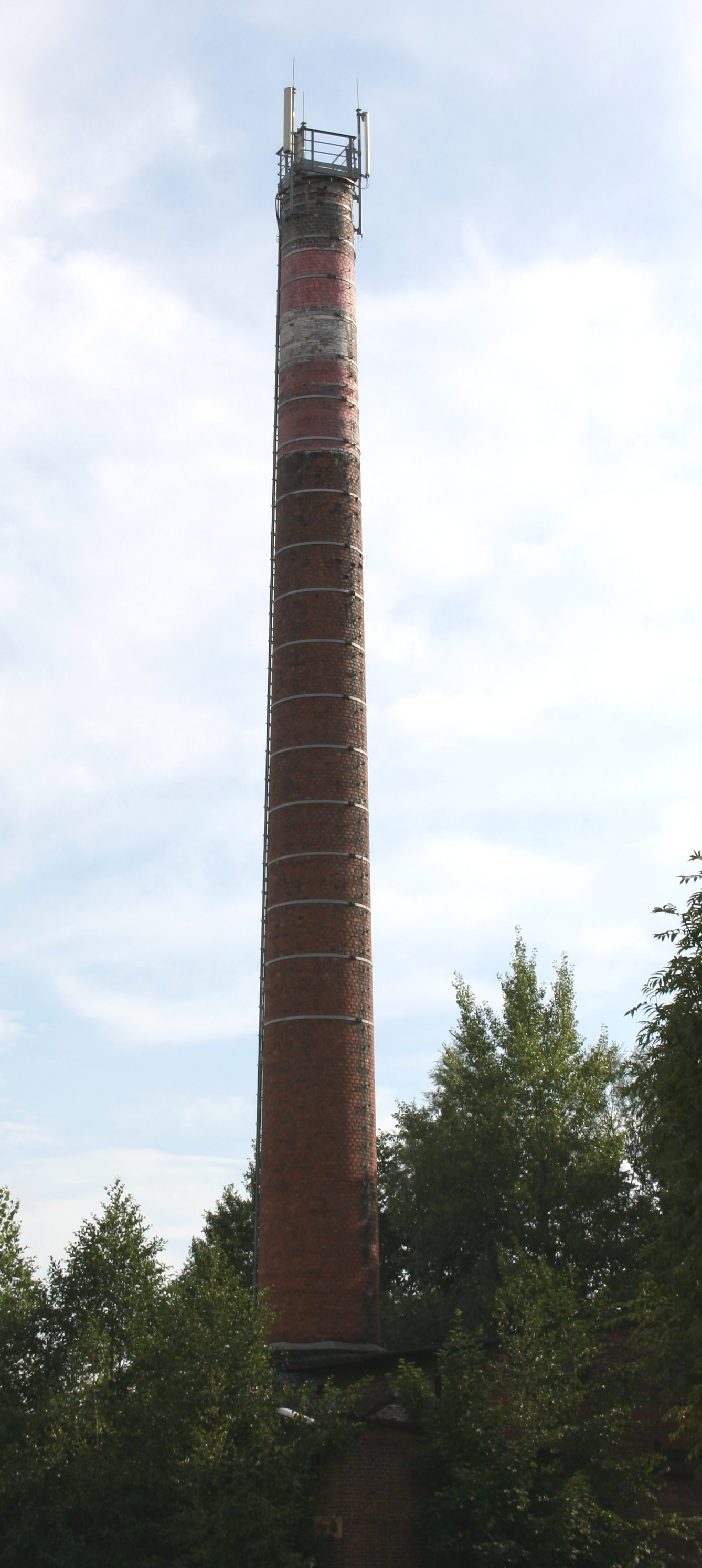
komin pozostałość po dawnej cegielni w Świerklanach
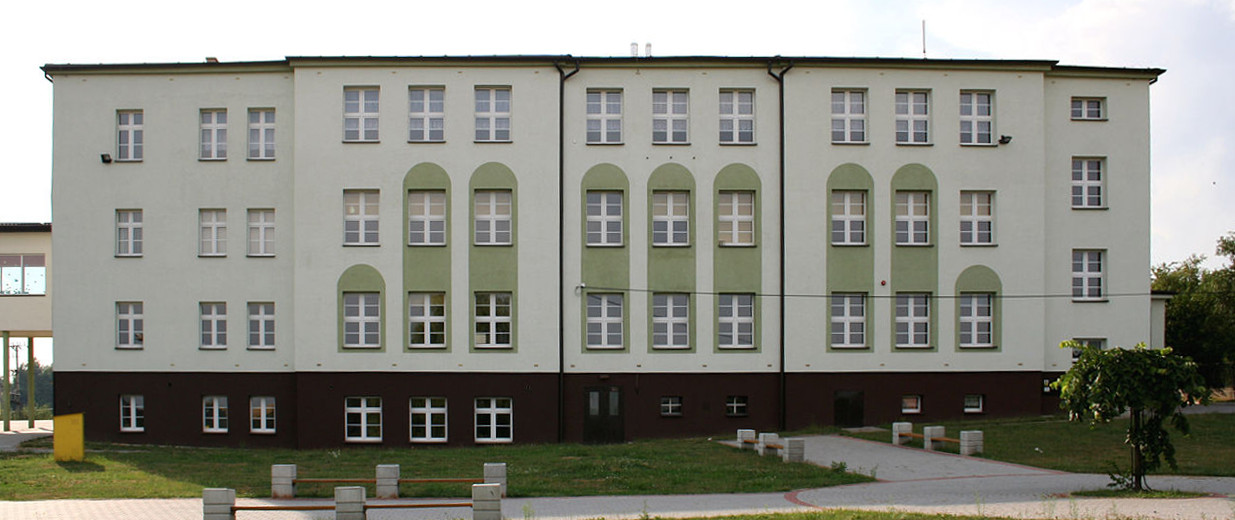
Szkoła
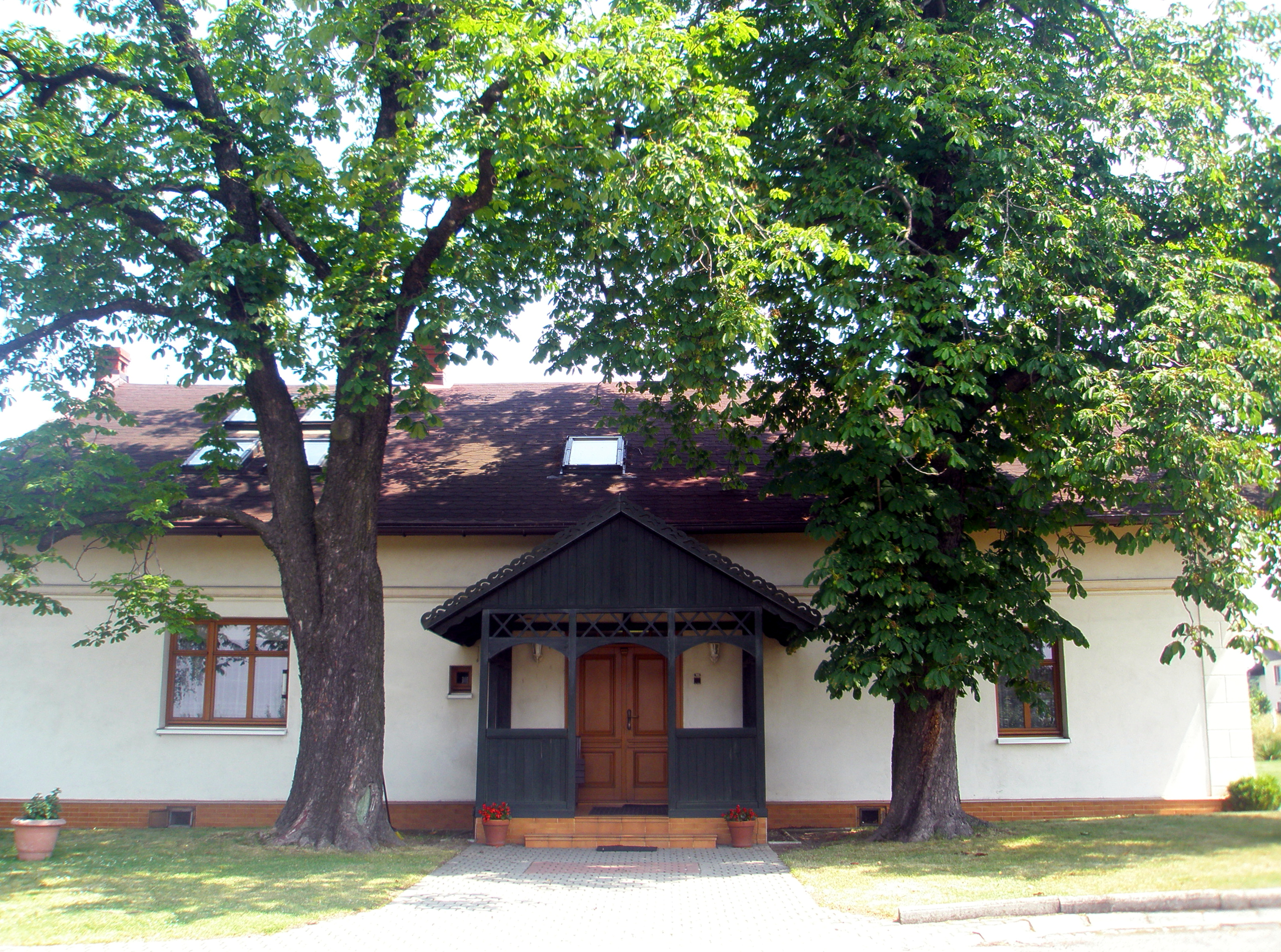
Zabytkowy dom przy ul. Hutniczej 2